# Tonelli (Film)
Tonelli ist ein deutscher Spielfilm aus dem Jahre 1943 von Viktor Tourjansky mit Ferdinand Marian in der Titelrolle und Winnie Markus in der weiblichen Hauptrolle.

## Handlung
Der berühmte Artist Tonio Tonelli ist mit seiner Hochseilnummer die Attraktion im Deutschen Theater von München. Heute ist sein letzter Tag in der bayerischen Landeshauptstadt, denn gleich im Anschluss daran wird er für ein Anschlussengagement nach Zürich reisen. Tonelli fährt zu seiner im Hotel logierenden Frau Maja, die er im trauten Tête-à-Tête mit dem Kollegen Tino erwischt. Er belauscht die beiden heimlich und muss so erfahren, dass sie eine Affäre miteinander haben. Das Liebespaar beabsichtigt, gleich nach dem letzten Auftritt gemeinsam nach Paris abzureisen. Tonelli stellt Tino und Maja, und es kommt zu einer hässlichen, lautstarken Szene. Maja, die mit ihrem Gatten noch einmal hier in München im Rahmen der Hochseilnummer auftreten muss, befürchtet, dass die hochgradig gereizte Stimmung für das Gelingen der Nummer sehr gefährlich werden könnte, denn dort muss sich jeder auf den anderen hundertprozentig verlassen. Es kommt wie es kommen muss: Die Nummer endet in einer Katastrophe, denn der Rivale Tino stürzt in die Tiefe und wird schwer verletzt ins Krankenhaus abtransportiert. Da sich das eheliche Eifersuchtsdrama wie ein Lauffeuer unter den Artisten herumspricht, liegt bald der Verdacht in der Luft, Tonelli hätte beim Absturz nachgeholfen, um den Konkurrenten ein für allemal loszuwerden. Der Vorwurf eines Mordversuchs liegt in der Luft, und hinter der Bühne beginnt bereits der Staatsanwalt zu ermitteln. 
Tonelli gerät nun in Panik. Er ahnt, dass man ihn für viele Jahre hinter Gitter stecken wird, und so läuft er davon, holt seine kleine Tochter Marietta aus dem Hotel ab und entschwindet mit ihr. Während Tonelli Marietta in einem Kinderheim unterbringt und für mehrere Jahre im Voraus bezahlt, taucht er selbst unter. Eine vorübergehende Bleibe findet er bei seinem alten Freund, dem Musikclown Janko. Dann jobbt Tonelli als Kellner in einer billigen Kneipe und schließt sich schließlich dem Wanderzirkus Cortrelli an. Hier verrichtet der einstige Starartist mindere Hilfstätigkeiten und darf wenig später in Vorstellungen auch den „dummen August“ geben. In der hübschen Seiltänzerin Nelly findet Tonelli, der sich fortan Joro nennt, eine neue Liebe. Als Tonelli/Joro eines Tages im Publikum des Wanderzirkus‘ seine Tochter entdeckt, gerät er vor Verzücken beinah in Panik. Als geschminkter Clown kann Marietta ihn nicht erkennen, und so strengt sich Tonelli diesmal besonders an, um seiner Kleinen als Clown mit einer Drahtseilnummer eine besondere Freude zu bereiten. Der Cortrelli-Direktor erkennt rasch, wie viel Talent in diesem unbekannten Artisten steckt und schlägt ihm eine größere Rolle im Zirkusgeschehen vor. Tonelli tut sich mit Nelly zusammen, und bald verzückt das Duo als „Nelly & Joro“ das Publikum. Der Ruf, ein sensationelles Gespann zu sein, eilt den beiden Hochseilartisten voraus. So führt beider Weg eines Tages auch wieder nach München, ins Deutsche Theater.
Tonio Tonelli will die Gunst der Stunde nutzen, um einen klaren Strich unter die Beziehung mit seiner Noch-Ehefrau Maja zu ziehen. Er verabredet sich mit ihr und verlangt die Scheidung. 25.000 Mark will er Maja geben, wen sie ihn ziehen lässt und die Anzeige gegen ihn von einst zurückzieht. Es scheint, als wolle sich Maja auf diesen Deal einlassen. Doch als sie herausfindet, dass ihr Noch-Gatte als geschminkter Clown Joro Teil der Sensationsnummer „Nelly & Joro“ ist, erpresst sie Tonelli. Er solle sie als Hochseil-Partnerin zurücknehmen und sich von Nelly trennen. Eine Scheidung lehnt Maja unter diesen Umständen selbstverständlich ab. Tonelli ist konsterniert und versucht bei einem letzten Treffen im Park Maja noch einmal eines Besseren zu belehren. Als er zum Zirkus zurückkehrt, hat er Blutspritzer an seiner Jacke. Tonelli wird sofort festgenommen, denn er stehe unter dringendem Mordverdacht, wie man ihn belehrt: Maja ist tot aufgefunden worden. Es kommt zum Prozess, und Tonelli scheint sehr schlechte Karten zu haben. Da entlastet ihn ausgerechnet das Geständnis seines alten Rivalen Tino: Er selbst habe Maja aus Eifersucht im Affekt von einer Brücke gestoßen, als er beide im Park gesehen und belauscht habe. Tonio wollte Maja noch zu Hilfe eilen, dabei sind Blutspritzer auf seine Jacke geraten. Auch vom damaligen Vorwurf, er habe Tino abstürzen lassen, spricht ihn der einstige Kollege und Rivale frei. Tino sagt, dass am Absturz Tonelli keine Schuld trage. Von allem befreit, kann Tonio Tonelli mit seiner Liebsten Nelly ein neues Leben beginnen. Beide werden Marietta zu sich holen.

## Produktionsnotizen
Die Dreharbeiten begannen am 3. Dezember 1942 und zogen sich bis Anfang Mai 1943 hin. Gefilmt wurde in den Bavaria-Ateliers in Geiselgasteig und in den Barrandov-Ateliers in Prag. Die Manegenaufnahmen entstanden im Deutschen Theater München. Die Uraufführung des Films war am 12. Juli 1943 im Berliner UFA-Palast am Zoo und im Primus-Palast in Berlin-Neukölln. Am 21. Dezember 1958 erfolgte die deutsche Fernsehpremiere in der ARD.
Bavaria-Produzent Georg Witt übernahm auch die Produktionsleitung. Ludwig Reiber und Rudolf Pfenninger entwarfen die Filmbauten. Der Filmeditor Werner Jacobs und der Drehbuchautor Georg Hurdalek assistierten Regisseur Tourjansky.
Tonelli kostete 1,492 Millionen Reichsmark und spielte bis Mai 1944 4,49 Millionen RM ein. Damit war der Film ein gewaltiger Kassenerfolg. In der Spielzeit vom 1. Juni 1943 zum 31. Januar 1944 stand dieser Film nach Immensee, Das Bad auf der Tenne und Gabriele Dambrone auf Platz 4 der größten Lichtspieltheaterhits jener acht Monate.
Der Film erhielt das Prädikat „künstlerisch wertvoll“.

## Rezeption
Im Lexikon des Internationalen Films heißt es: „Schwerfälliges Melodram mit leicht vorhersehbarer Spannungskurve, das eher unbeholfen damals beliebte Themen wie Zirkusartisten-Milieu, Ehedrama und Mordaffäre zusammenzwingt.“
In “Kunst der Propaganda. Der Film im Dritten Reich” wird besonders zur Vaterrolle des Marian’schen Charakters Stellung bezogen. Dort heißt es: “Besonders die Vaterfigur des Seilartisten Tonelli wird von Ferdinand Marian mit erstaunlicher Nähe zur Tochter und Alltagstauglichkeit in familiären Versorgungsfragen angelegt. In einer Zeit, da die Familienväter häufig bereits seit Jahren nur sporadisch anwesend waren, präsentiert der Film hier einen Vater jenseits gängiger Klischees …”